# ホスホケトラーゼ
ホスホケトラーゼ(Phosphoketolase、EC 4.1.2.9)は、以下の化学反応を触媒する酵素である。
D-キシルロース-5-リン酸 + リン酸{\displaystyle \rightleftharpoons }アセチルリン酸 + D-グリセルアルデヒド-3-リン酸 + 水
従って、この酵素の基質はD-キシルロース-5-リン酸とリン酸の2つ、生成物はアセチルリン酸とD-グリセルアルデヒド-3-リン酸と水の3つである。
この酵素はリアーゼ、特に炭素-炭素結合を切断するアルデヒドリアーゼに分類される。系統名は、D-キシルロース-5-リン酸 D-グリセルアルデヒド-3-リン酸リアーゼ (リン酸付加;アセチルリン酸形成)(D-xylulose-5-phosphate D-glyceraldehyde-3-phosphate-lyase (adding phosphate; acetyl-phosphate-forming))である。この酵素は、ペントースリン酸経路、メタン代謝、炭素固定の3つの代謝経路に関与している。補因子としてチアミンピロリン酸を必要とする。